# Conde de Cunha Matos
O título de Conde de Cunha Matos foi criado por decreto de 14 e por carta de 28 de Janeiro de 1892 do rei Carlos I de Portugal a favor de Raimundo de Mendia e Cunha Matos, 1.º visconde e 1.º conde de Cunha Matos.